# Benjamin Ingrosso
Benjamin Daniele Wahlgren Ingrosso (ur. 14 września 1997 w Danderyd) – szwedzki piosenkarz i autor piosenek pochodzenia włoskiego.
Zwycięzca Melodifestivalen 2018. Reprezentant Szwecji w 63. Konkursie Piosenki Eurowizji (2018).

## Młodość
Jest synem byłego tancerza Emilia Ingrossa i piosenkarki Pernilli Wahlgren. Po rodzicach ma włoskie korzenie. Ma dwoje starszego rodzeństwa, brata Olivera i siostrę Biankę, a także młodszego brata przyrodniego Theodora. Jest wnukiem aktorów Hansa Wahlgrena i Christiny Schollin, siostrzeńcem aktorów Niclasa i Linusa Wahlgrenów oraz kuzynem Sebastiana Ingrosso z zespołu Swedish House Mafia.

## Kariera
Występował w kilku musicalach i spektaklach teatralnych, takich jak np. Nils Karlsson Pyssling. W 2006 z piosenką „Hej Sofia” wygrał konkurs Lilla Melodifestivalen, dzięki czemu reprezentował Szwecję w konkursie Melodi Grand Prix Nordic 2006. W finale zajął miejsce poza podium.
W 2007 wydał singiel „Jag är en astronaut”, będący coverem piosenki Linusa Wahlgrena z 1985. Nowa wersja utworu dotarła do drugiego miejsca szwedzkiej listy przebojów. W tym samym roku Ingrosso wystąpił w koncercie Allsång på Skansen oraz wyruszył w trasę koncertową Diggiloo. W latach 2008–2009 występował w musicalu Hujeda mej vá många sånger. W 2009 zaśpiewał z matką na gali Eldsjälsgala mieszankę przebojów zespołu The Jackson 5 przetłumaczonych na język szwedzki. W tym samym roku zagrał Rasmusa w spektaklu Rasmus på luffen. W 2011 odgrywał rolę młodszego brata w sztuce Karlsson på taket flyger igen, wystawianej w Göta Lejon w Sztokholmie.

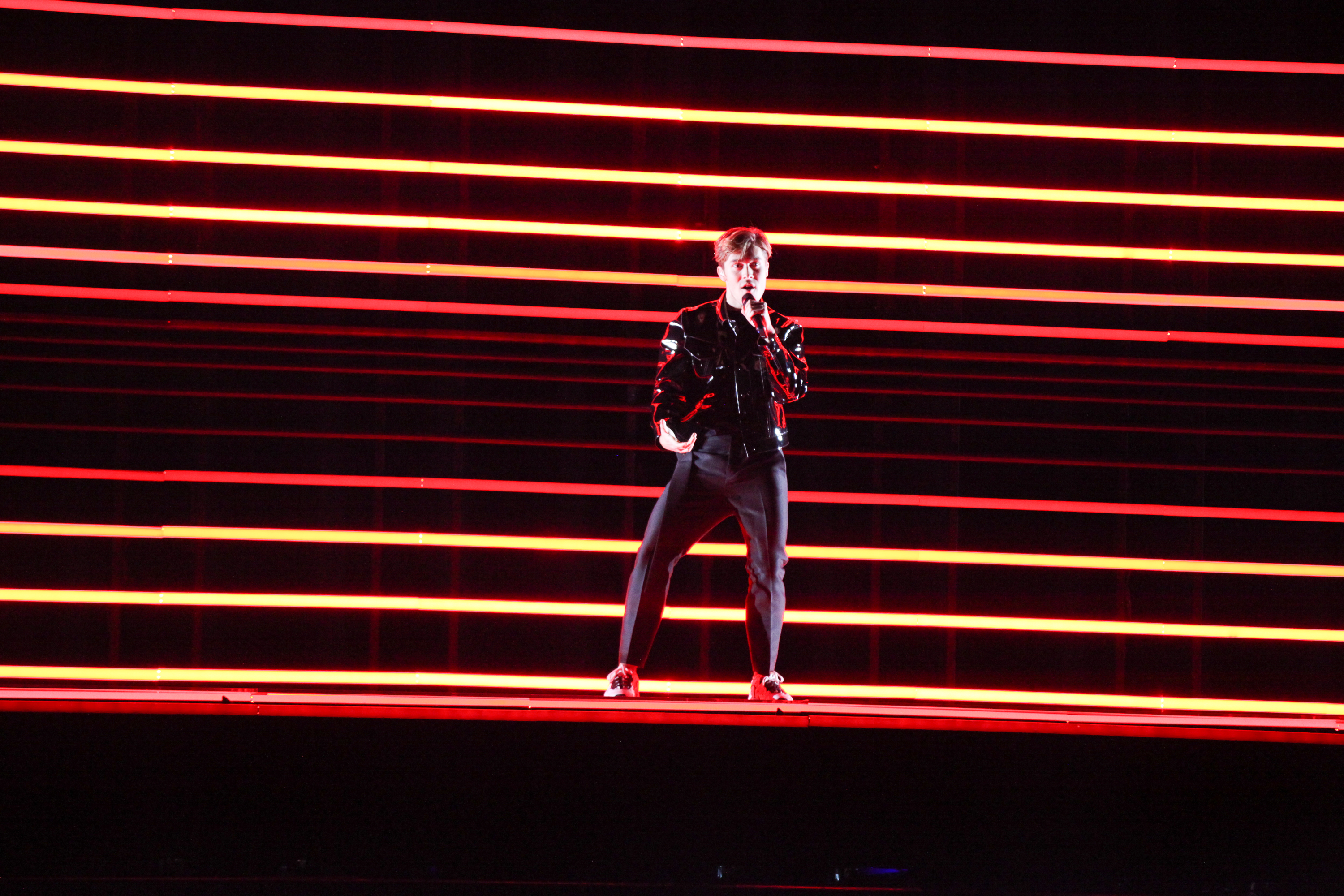
Benjamin Ingrosso podczas prób do występu w 63. Konkursie Piosenki Eurowizji, maj 2018

W lutym 2014 porzucił karierę teatralną, by skupić się na karierze muzycznej. Od 28 lutego do 9 maja brał udział w dziewiątej edycji programu Let’s Dance. Jego partnerką taneczną była Sigrid Bernson, z którą wygrał finał konkursu. W październiku 2016 wydał singel „Fall in Love”, niedługo później podpisał kontrakt muzyczny z wytwórnią TEN Music Group. W tym samym roku zaczął grać w serialu Wahlgrens värld, emitowanym na Kanal 5.
W 2017 z piosenką „Good Lovin’” brał udział w Melodifestivalen 2017. Dotarł do finału, w którym zajął piąte miejsce. W 2018 zakwalifikował się do stawki Melodifestivalen 2018 z piosenką „Dance You Off”. Przeszedł do finału, rozgrywanego 10 marca i zajął w nim pierwsze miejsce dzięki zdobyciu największej liczby punktów od jurorów i telewidzów, zostając reprezentantem Szwecji w 63. Konkursie Piosenki Eurowizji w Lizbonie. 10 maja wystąpił jako piętnasty w kolejności w drugim półfinale konkursu i z drugiego miejsca zakwalifikował się do finału, który odbył się 12 maja. Wystąpił w nim jako dwudziesty w kolejności i zajął siódme miejsce po zdobyciu 274 punktów w głosowaniu jurorów i telewidzów w tym 21 punktów od telewidzów (23. miejsce) i 253 pkt od jurorów (2. miejsce).
28 września wydał debiutancki album studyjny, zatytułowany Identification, który zadebiutował na pierwszym miejscu listy najczęściej kupowanych płyt w Szwecji.

## Dyskografia

### Albumy studyjne
| Rok  | Dane dot. albumu                                                                                   | Najwyższe pozycje na listach | Najwyższe pozycje na listach | Sprzedaż     | Album          |
| Rok  | Dane dot. albumu                                                                                   | SWE                          | NOR                          | Sprzedaż     | Album          |
| ---- | -------------------------------------------------------------------------------------------------- | ---------------------------- | ---------------------------- | ------------ | -------------- |
| 2018 | Identification - Wydany: 28 września 2018 - Wytwórnia: TEN - Format: CD, digital download          | 1                            | 18                           | - SWE: złoto | - SWE: 20 000+ |
| 2021 | En gång i tiden (del 1) - Wydany: 15 stycznia 2021 - Wytwórnia: TEN - Format: CD, digital download | 1                            | –                            | - SWE: złoto | - SWE: 20 000+ |
| 2021 | En gång i tiden (del 2) - Wydany: 16 kwietnia 2021 - Wytwórnia: TEN - Format: CD, digital download | 1                            | –                            | - SWE: złoto | - SWE: 20 000+ |

### Albumy kompilacyjne
| Rok  | Tytuł                                                                                             | Najwyższa pozycja na liście |
| Rok  | Tytuł                                                                                             | SWE                         |
| ---- | ------------------------------------------------------------------------------------------------- | --------------------------- |
| 2021 | En gång i tiden - Wydany: 24 września 2021 - Wytwórnia: TEN - Format: digital download, streaming | 55                          |

### Minialbumy
| Rok  | Tytuł | Najwyższa pozycja na liście |
| Rok  | Tytuł | SWE                         |
| ---- | --- | --------------------------- |
| 2020 | Så mycket bättre 2020 – Tolkningarna - Wydany: 27 listopada 2020 - Wytwórnia: TEN - Format: digital download, streaming |                             |

### Single
| Rok                                                      | Tytuł                                                                 | Najwyższa pozycja na liście | Certyfikat        | Sprzedaż       | Album                   |
| Rok                                                      | Tytuł                                                                 | SWE                         | Certyfikat        | Sprzedaż       | Album                   |
| -------------------------------------------------------- | --------------------------------------------------------------------- | --------------------------- | ----------------- | -------------- | ----------------------- |
| 2006                                                     | „Hej Sofia”                                                           | –                           | –                 | –              | –                       |
| 2007                                                     | „Jag är en astronaut”                                                 | 2                           | –                 | –              | –                       |
| 2015                                                     | „Fall in Love”                                                        | 56                          | - SWE: złoto      | - SWE: 20 000+ | –                       |
| 2015                                                     | „Crystal Clear”                                                       | –                           | –                 | –              | –                       |
| 2015                                                     | „Home for Christmas”                                                  | –                           | –                 | –              | –                       |
| 2016                                                     | „Love You Again”                                                      | –                           | –                 | –              | –                       |
| 2017                                                     | „Good Lovin’”                                                         | 10                          | - SWE: platyna    | - SWE: 40 000+ | –                       |
| 2017                                                     | „Do You Think About Me”                                               | 87                          | - SWE: złoto      | - SWE: 20 000+ | –                       |
| 2017                                                     | „One More Time”                                                       | 79                          | - SWE: złoto      | - SWE: 20 000+ | –                       |
| 2018                                                     | „Dance You Off”                                                       | 2                           | - SWE: platyna    | - SWE: 40 000+ | Identification          |
| 2018                                                     | „Tror du att han bryr sig” (oraz Felix Sandman)                       | 7                           | - SWE: 2× platyna | - SWE: 80 000+ | Identification          |
| 2018                                                     | „I Wouldn’t Know”                                                     | 30                          |                   |                | Identification          |
| 2018                                                     | „Behave”                                                              | 8                           | - SWE: złoto      | - SWE: 20 000+ | Identification          |
| 2019                                                     | „All Night Long (All Night)” (zarejestrowany w Spotify)               | 5                           | - SWE: platyna    | - SWE: 40 000+ | –                       |
| 2019                                                     | „Happy Thoughts” (oraz Felix Sandman)                                 | 15                          | - SWE: złoto      | - SWE: 20 000+ | –                       |
| 2019                                                     | „Costa Rica”                                                          | 17                          | - SWE: złoto      | - SWE: 20 000+ | –                       |
| 2020                                                     | „The Dirt”                                                            | 14                          | - SWE: platyna    | - SWE: 20 000+ | –                       |
| 2020                                                     | „Shampoo”                                                             | 25                          | - SWE: złoto      | - SWE: 20 000+ | –                       |
| 2021                                                     | „Flickan på min gata”                                                 | 9                           | - SWE: złoto      | - SWE: 20 000+ | En gång i tiden (del 1) |
| 2021                                                     | „VHS” (oraz Cherrie)                                                  | 14                          | - SWE: złoto      | - SWE: 20 000+ | En gång i tiden         |
| 2021                                                     | „Allt Det Vackra”                                                     | 6                           | - SWE: platyna    | - SWE: 20 000+ | En gång i tiden (del 2) |
| 2021                                                     | „Smile”                                                               | 11                          | - SWE: platyna    | - SWE: 20 000+ |                         |
| 2021                                                     | „Not Anybody's Fault”                                                 | 76                          |                   |                |                         |
| 2021                                                     | „En dag när du blir stor”                                             | 45                          |                   |                |                         |
| 2021                                                     | „Man on the Moon” (oraz Alan Walker)                                  | 12                          | - POL: złoto      | - POL: 25 000+ | World of Walker         |
| 2024                                                     | „Honey Boy” (oraz Purple Disco Machine; gośc. Shenseea, Nile Rodgers) |                             | - POL: złoto      | - POL: 25 000+ | Pink Velvet Theatre     |
| „–” oznacza, że singel nie był notowany na danej liście. |                                                                       |                             |                   |                |                         |

### Single promocyjne
| Rok  | Tytuł             | Najwyższa pozycja na liście | Album                                |
| Rok  | Tytuł             | SWE                         | Album                                |
| ---- | ----------------- | --------------------------- | ------------------------------------ |
| 2020 | „Långsamt farväl” | 1                           | Så mycket bättre 2020 – Tolkningarna |
| 2020 | „Tänd alla ljus”  | 6                           | Så mycket bättre 2020 – Tolkningarna |
| 2020 | „Only Your Heart” | 45                          | Så mycket bättre 2020 – Tolkningarna |
| 2020 | „Judy min vän”    | 8                           | Så mycket bättre 2020 – Tolkningarna |

### Z gościnnym udziałem
| Rok  | Tytuł                                               | Najwyższa pozycja na liście | Certyfikat   | Album    |
| Rok  | Tytuł                                               | SWE                         | Certyfikat   | Album    |
| ---- | --------------------------------------------------- | --------------------------- | ------------ | -------- |
| 2018 | „Paradise” (Ofenbach, gościnnie: Benjamin Ingrosso) | 99                          | - POL: złoto | Ofenbach |

### Inne notowane utwory
| Rok                                                     | Tytuł | Najwyższa pozycja na liście | Album |
| Rok                                                     | Tytuł | SWE                         | Album |
| ------------------------------------------------------- | ----- | --------------------------- | ----- |
| 2018                                                    |       |                             |       |
| „I’ll Be Fine Somehow”                                  | 22    | Identification (+ reedycja) |       |
| „So Good So Fine When You’re Messing with My Mind”      | 29    | Identification (+ reedycja) |       |
| „Spotlights”                                            | 53    | Identification (+ reedycja) |       |
| „Happiness”                                             | 82    | Identification (+ reedycja) |       |
| „No Sleep”                                              | 83    | Identification (+ reedycja) |       |
| „Love Songs”                                            | 88    | Identification (+ reedycja) |       |
| „Good Intentions”                                       | 89    | Identification (+ reedycja) |       |
| „If This Bed Could Talk”                                | 93    | Identification (+ reedycja) |       |
| „All I See Is You”                                      | –     | Identification (+ reedycja) |       |
| 2019                                                    |       | Identification (+ reedycja) |       |
| „Fancy”                                                 | –     | Identification (+ reedycja) |       |
| „1989”                                                  | –     | Identification (+ reedycja) |       |
| „–” oznacza, że utwór nie był notowany na danej liście. |       |                             |       |